# Jules Ribell
Jules Eugène André Éloi Ribell, né à Perpignan le 1er décembre 1828 et mort à Bayonne le 31 août 1892), est un officier de marine français. 

## Biographie
Fils d'un médecin, il entre à l'École navale en octobre 1845 et en sort aspirant de 2e classe en août 1847. Il sert alors sur le Cerf en Méditerranée puis passe, en janvier 1849, sur la Psyché à la division de l'Atlantique Sud et du Brésil. 
Aspirant de 1re classe (septembre 1849), il sauve sept hommes tombés à la mer au large des Açores. Promu enseigne de vaisseau (septembre 1851), il embarque sur la Perdrix (1854) puis sur l' Alger et le Montebello sur lesquels il prend part à la campagne de Crimée et se fait remarquer durant l'attaque de Sébastopol le 17 octobre, ce qui lui apporte la nomination au choix au rand de lieutenant de vaisseau (décembre 1854). 
Il sert ensuite sur la Bretagne en escadre d'évolutions (1857-1858) puis sur l' Alexandre (1861) avant d'être envoyé au Sénégal en tant que aide de camp et chef d'état-major de Jauréguiberry (1862). Il participe alors aux combats de Loumbel et de M'Birboyan (octobre 1862) puis, après une mission sur la Couleuvrine dans le Haut-Fleuve, à l'expédition du Fouta central. 
Second de Jauréguiberry sur la frégate cuirassée Normandie (1863), il sert ensuite en Méditerranée sur le Castiglione puis le Mogador et commande en mai 1866 l'aviso Croiseur à la division du littoral sud de la France, méritant en janvier 1867 un témoignage de satisfaction pour avoir sauvé deux navires marchands en détresse. 
Capitaine de frégate (avril 1867), second de la frégate cuirassée Revanche, il passe en 1870 en escadre de la Baltique sur la Surveillante. Lorsque ce navire perd son gouvernail durant une tempête en mer du Nord, il le sauve du naufrage en installant un appareil de fortune qui permet au bâtiment de rallier Cherbourg. 
En décembre 1870, il commande une brigade du 16e corps à l'armée de la Loire et participe aux batailles de Changé, du Mans et de Saint-Jean-sur-Erve (10-15 janvier 1871) puis aux combats de la Commune aux batteries de Montretout, de Saint-Cloud et à la flottille de la Seine. 
Promu capitaine de vaisseau (juin 1871), il sert en 1873 à la majorité à Toulon puis commande le Desaix à la division du Levant (1876), la Revanche (1878), le Colbert (1879) et la Gauloise (1880) en escadre d'évolutions. 
Membre du Conseil des travaux (1881), commandant de l' Héroïne en escadre de Méditerranée (1882), il est nommé contre-amiral en avril 1883 et commande en juillet la marine en Algérie. En février 1885, il reçoit un nouveau témoignage de satisfaction pour son organisation parfaite des embarquements de troupes et de matériel destinés à la campagne du Tonkin. 
De nouveau membre du Conseil des travaux (août 1885), il commande en août 1886 la division de l'Atlantique Sud avec pavillon sur l’Aréthuse et opère essentiellement sur les côtes d'Afrique occidentale. 
Vice-amiral (août 1889), préfet maritime de Rochefort (juin 1890), il meurt en service à Bayonne le 31 août 1892.

## Distinctions
- Commandeur de la Légion d'honneur (20 janvier 1871)
- Officier d'académie
- Médaille de Crimée